# Darmstädter und Nationalbank
La Darmstädter und Nationalbank (comunemente abbreviata in Danat-Bank) è stata una banca tedesca esistita dal 1922 al 1931, nel periodo della Repubblica di Weimar.

## Storia

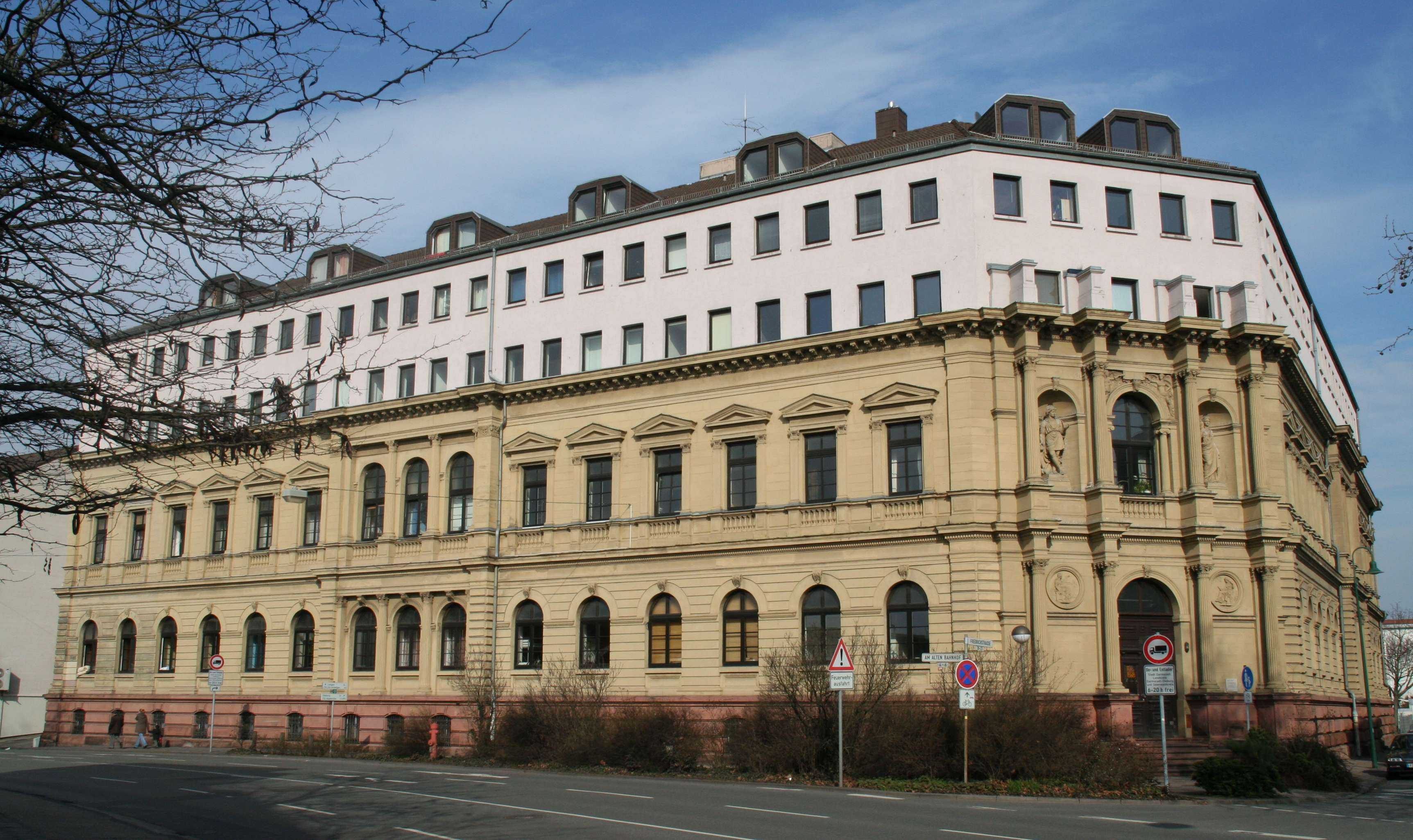
La sede della Darmstädter Bank a Darmstadt

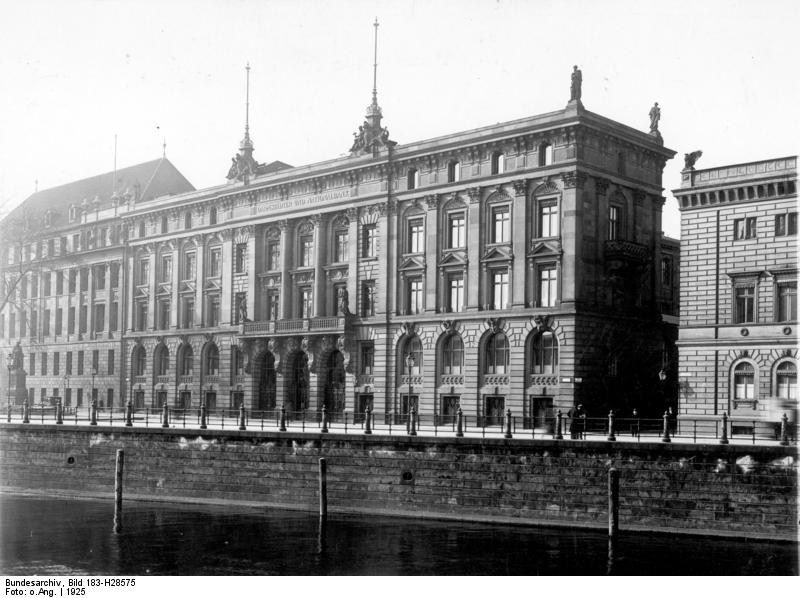
La sede della Darmstädter und Nationalbank a Berlino, in Schinkelplatz, 1–4

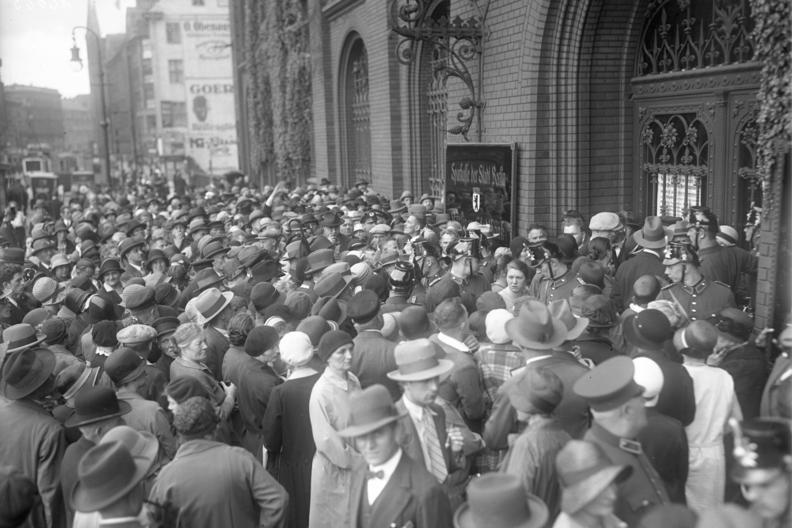
Corsa dei risparmiatori a ritirare i depositi dopo il collasso della Danatbank nel 1931

### Darmstädter Bank für Handel und Industrie
La Darmstädter Bank für Handel und Industrie (generalmente chiamata Darmstädter Bank) era stata fondata sul modello del Crédit Mobilier come Bank für Handel und Industrie da Gustav von Mevissen e Abraham Oppenheim con un capitale di 25 milioni di fiorini. Ottenne l'autorizzazione ad operare nel 1853. Fu pertanto la seconda banca universale in Germania ad essere costituita in forma di società per azioni, dopo la A. Schaaffhausen'scher Bankverein. Nel 1873 trasferì la sede a Berlino. Filiali furono aperte a Stettino (1900), Hannover (1901), Düsseldorf, Monaco di Baviera e Norimberga (1910). Nel 1913 la Darmstädter Bank rilevò la Breslauer Disconto-Bank, e durante gli anni dell'inflazione fra il 1918 e il 1921, aprì ulteriori filiali.

### Nationalbank für Deutschland
La Nationalbank für Deutschland AG era stata fondata nel 1881 a Berlino come istituto bancario privato. Il capitale ammontava nel 1889 a 27 milioni di marchi; nel 1914 era salito a 105 milioni. La rete di filiali nell'area berlinese fra il 1888 e il 1922 passò da quattro a 29. Nel 1906 partecipò alla costituzione della Deutsche Orientbank.
Nel 1920 la Nationalbank für Deutschland assorbì la Deutschen Nationalbank di Brema, fondata nel 1871 e che nel 1906 aveva acquisito la Nordwestdeutsche Bank AG, operante nella regione della Ruhr. Dopo questa operazione la banca si trasformò in società in accomandita per azioni.

### Darmstädter und Nationalbank
Nel 1920-21 Nationalbank für Deutschland e la Darmstädter Bank costituirono la Bankengemeinschaft Darmstädter-Nationalbank Berlin. Le due banche sottoscrissero una garanzia reciproca per capitale e riserve per più di un miliardo di marchi. nel 1922 seguì la completa fusione nella Darmstädter und Nationalbank KG a. A.. La nuova banca era una delle più grandi banche di credito ordinario in Germania.
Nel 1931 la Danat-Bank era diventata la seconda più grande banca tedesca, quando si diffuse la voce che l'azienda Norddeutsche Wollkämmerei & Kammgarnspinnerei ("Lanificio e filatura della Germania settentrionale") fosse insolvente. La banca fallì nel luglio di quell'anno.
Il crollo della Danat-Bank scatenò una perdita di fiducia nel sistema bancario tedesco e conseguentemente un'ondata di ritiri dei depositi da tutte le banche tedesche, dando così inizio alla crisi bancaria tedesca. Per reazione il governo impose, fra l'altro, la fusione della Danat con la Dresdner Bank.
Sul piano politico, il Partito Comunista di Germania (KPD) interpretò il crollo della banca berlinese come un preludio del crollo dell'intero sistema capitalista. Al fine di inasprire la crisi e creare le condizioni per una rivoluzione comunista, il KPD aderì al plebiscito sullo scioglimento del Landtag prussiano del 9 agosto, indetto su iniziativa delle forze di destra (tra cui i nazionalsocialisti) con l'obiettivo di far cadere il governo prussiano guidato dai socialdemocratici.